# Cemile Giousouf

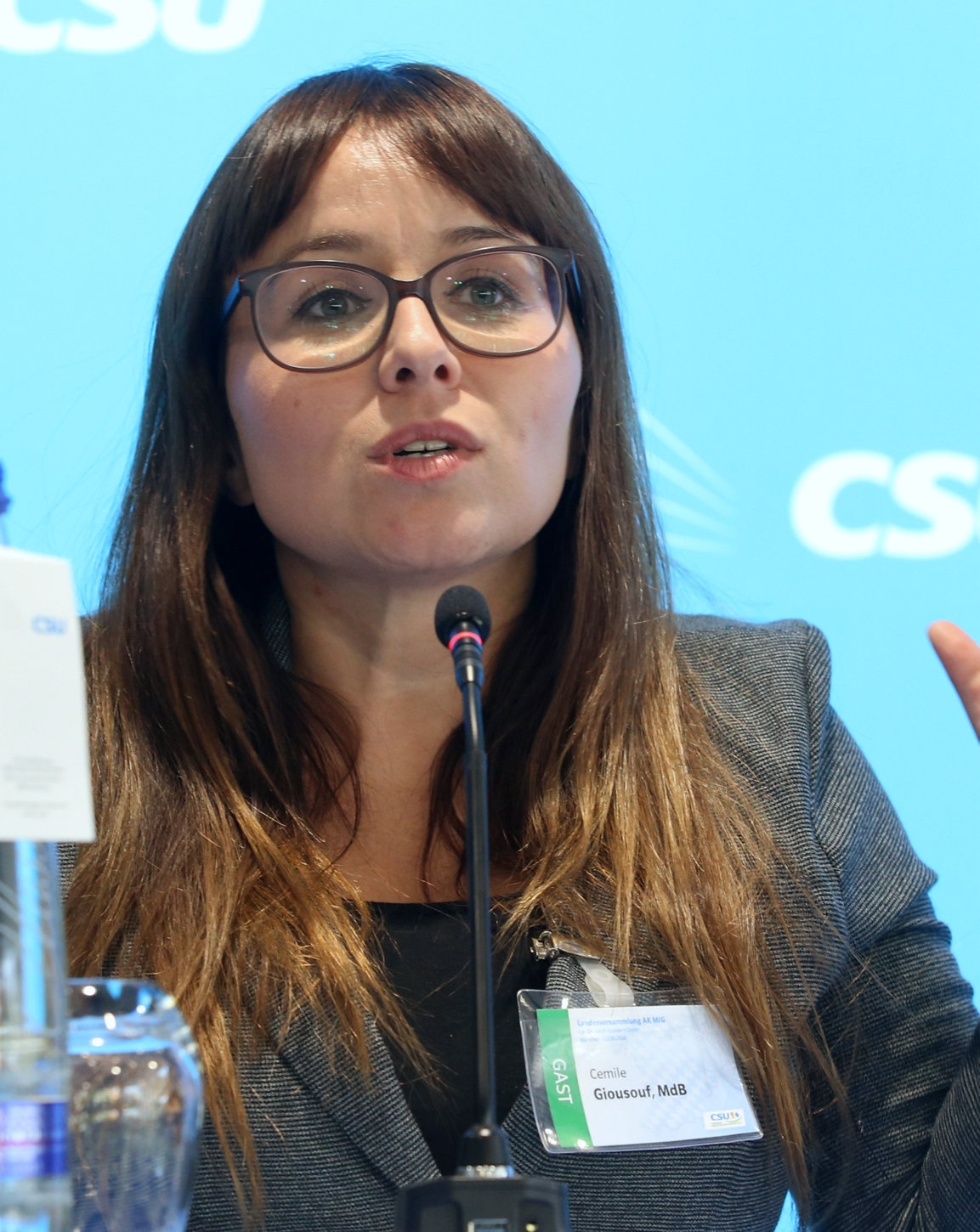
Cemile Giousouf (Okt. 2016)

Cemile Giousouf [ˈdʒɛmɪlɛ ˈjuːsuːf] (* 5. Mai 1978 in Leverkusen) ist eine deutsch-griechische Politikerin der CDU. Sie war von 2013 bis 2017 die erste muslimische CDU-Abgeordnete im Deutschen Bundestag.

## Leben
Giousoufs Eltern stammen aus der Region Thrakien in Griechenland und gehören der dortigen türkischen Minderheit an. Sie wanderten im Laufe der Gastarbeiteranwerbung in die Bundesrepublik ein. Giousouf wurde in Deutschland geboren und verbrachte ihre ersten zwei Lebensjahre bei Verwandten in Westthrakien. Danach zog sie zurück nach Deutschland. Sie besitzt neben der deutschen auch die griechische Staatsbürgerschaft.
Nach dem Abitur studierte sie an der Rheinischen Friedrich-Wilhelms-Universität Bonn Politikwissenschaften sowie Soziologie und Islamwissenschaften. Im Jahr 2008 wurde Giousouf als Referentin im Ministerium für Generationen, Familie, Frauen und Integration des Landes Nordrhein-Westfalen eingestellt. Dort arbeitete sie in der Geschäftsstelle der Frauen- und Gleichstellungsministerkonferenz mit dem Schwerpunktthema „Frauen mit Zuwanderungsgeschichte“. Seit 2009 war Giousouf als Referentin im Ministerium für Arbeit, Integration und Soziales des Landes Nordrhein-Westfalen in der Integrationsabteilung tätig.

## Partei
Während ihres Studiums engagierte sich Giousouf für das Deutsch-Türkische Forum (DTF), einer Unterorganisation der CDU in Nordrhein-Westfalen, der sie seit 2004 angehört. Sie wurde 2008 zur stellvertretenden Vorsitzenden des DTF Nordrhein-Westfalen gewählt und repräsentierte das Forum als Vorsitzende im Bezirksverband Aachen. Ferner gehörte Giousouf dem CDU-Kreis- und Bezirksverband in Aachen an und war als Vorstandsmitglied in der Frauen-Union aktiv. Seit 2009 war sie Mitglied in der Bezirksvertretung Aachen-Mitte sowie im Sozialausschuss der Stadt.
Für die Frauen-Union in Nordrhein-Westfalen wirkt Giousouf seit 2010 im Arbeitskreis „Frauen und Integration“. Zudem gehörte sie dem „Leadership-Programm“ der Bertelsmann-Stiftung an, einem Netzwerk für Führungskräfte aus Migrantenverbänden.
Giousouf ist seit 2011 Mitglied im Bundesnetzwerk Integration der Bundesgeschäftsstelle der CDU Deutschlands und dort für die strukturelle Entwicklung zuständig. Des Weiteren gehört sie dem „Netzwerk Integration“ der Konrad-Adenauer-Stiftung an und vertritt das DTF in der Steuerungsgruppe „Zukunftsforum Islam“ der Bundeszentrale für politische Bildung.
Am 30. Juni 2012 wurde sie auf dem 34. Parteitag der CDU Nordrhein-Westfalen in Krefeld in den Landesvorstand der CDU Nordrhein-Westfalen gewählt. Sie erhielt 61 % der Delegiertenstimmen und erzielte das drittbeste Ergebnis als Beisitzerin.
Für die Bundestagswahl 2013 wurde Giousouf vom Kreisvorstand der CDU Hagen als Direktkandidatin im Wahlkreis 138 Hagen – Ennepe-Ruhr-Kreis I nominiert. Sie war damit die erste muslimische CDU-Direktkandidatin für den Bundestag. Den Wahlkreis gewann sie nicht, sie zog aber über die nordrhein-westfälische Landesliste der CDU in den Bundestag ein.
Im 18. Deutschen Bundestag (2013 bis 2017) war sie Mitglied im Ausschuss für Bildung, Forschung und Technikfolgenabschätzung und Integrationsbeauftragte der CDU/CSU-Bundestagsfraktion. In diese Zeit fiel ein Besuch einer Delegation der Islamischen Gemeinschaft Milli Görüs (IGMG) bei Giousouf in der Hagener CDU-Kreisgeschäftsstelle im September 2014. Kritisiert wurde, dass sie sich mit Vertretern einer als antisemitisch geltenden und damals noch von einzelnen Verfassungsschutzämtern beobachteten Organisation traf. Sie selbst erklärte, das Treffen sei ein Zeichen der Solidarität gewesen, weil zuvor zwei Brandanschläge auf die von der IGMG betriebene Moschee verübt worden waren.
2014 unterstützte sie bei einem Besuch in Ankara gemeinsam mit ihrem Parteikollegen Oliver Wittke die Forderung des türkischen Präsidenten Erdoğan, dass eine Erdoğan gegenüber kritische Karikatur aus baden-württembergischen Schulbüchern entfernt werden solle. Sie bezeichnete die Karikatur als „völlig inakzeptabel“ und forderte die baden-württembergische Landesregierung auf, „sich angemessen zu entschuldigen“, da Schulen „Respekt vor anderen Völkern und deren Repräsentanten vermitteln“ sollten. Der baden-württembergische Ministerpräsident Kretschmann lehnte die Forderung ab und vermutete, es solle damit von Rechtsstaatsproblemen in der Türkei abgelenkt werden.
Sie zählt zu den 75 Unionsabgeordneten – 68 von der CDU (26,9 % aller CDU-Abgeordneten) und 7 von der CSU (12,5 % aller CSU-Abgeordneten) – die im Juli 2017 für die Gleichgeschlechtliche Ehe gestimmt haben.
Den Einzug in den 19. Deutschen Bundestag schaffte Giousouf, die auf dem 24. Listenplatz der Landesliste der CDU NRW und im Wahlkreis 138 Hagen – Ennepe-Ruhr-Kreis I als Direktkandidatin antrat, nicht mehr.
Im Januar 2019 wurde Giousouf zur Vizepräsidentin der Bundeszentrale für politische Bildung berufen. Diese Bestellung wurde vereinzelt kritisiert, da Giousouf „engen Kontakt“ zu „türkischen Nationalisten (,Graue Wölfe‘), Islamisten (Milli Görus) und Erdogan-Anhängern (UETD) gepflegt“ habe. Giousouf selbst bestritt diese Vorwürfe.

## Pressestimmen
- Eine Aachenerin will nach Berlin, Aachener Zeitung vom 21. Januar 2013
- So etwas hat es in der CDU noch nie gegeben, Die Welt vom 10. März 2013
- NRW CDU Pantel unterliegt bei Kampfkandidatur, Rheinische Post vom 16. März 2013